# غیبت طولانی
غیبت طولانی (فرانسوی: Une aussi longue absence‎) فیلمی فرانسوی به کارگردانی آنری کولپی است که در سال ۱۹۶۱ منتشر شد. از بازیگران آن می‌توان به آلیدا والی، کلمان هراری و ژرژ ویلسون اشاره کرد. غیبت طولانی در جشنواره فیلم کن ۱۹۶۱ به‌طور مشترک با فیلم ویریدیانا برنده جایزه نخل طلایی شد. آکیرا کوروساوا این فیلم را یکی از صد فیلم مورد علاقه‌اش ذکر کرد.